# Abel Jordán
Abel Alejandro Jordán Jul (* 18. September 2003 in Vigo) ist ein spanischer Leichtathlet, der im Sprint und im Hürdenlauf an den Start geht.

## Sportliche Laufbahn
Erste internationale Erfahrungen sammelte Abel Jordán im Jahr 2021, als er bei den U20-Europameisterschaften in Tallinn mit 13,88 s im Halbfinale im 110-Meter-Hürdenlauf ausschied. Im Jahr darauf begann er ein Studium an der California State University, Fullerton in den Vereinigten Staaten und 2024 schied er bei den Europameisterschaften in Rom mit der spanischen 4-mal-100-Meter-Staffel mit 39,21 s im Vorlauf aus. Im Jahr darauf belegte er bei den Halleneuropameisterschaften in Apeldoorn in 7,54 s den vierten Platz über 60 m Hürden und schied im 60-Meter-Lauf mit 6,68 s im Semifinale aus. Im Juli gewann er bei den U23-Europameisterschaften in Bergen in 10,31 s die Silbermedaille über 100 Meter hinter dem Franzosen Jeff Erius und Nsikak Ekpo aus den Niederlanden und mit der Staffel gewann er in 38,86 s die Bronzemedaille hinter den Teams aus Frankreich und Deutschland.
2024 wurde Jordán spanischer Meister im 100-Meter-Lauf sowie 2025 Hallenmeister über 60 Meter.

## Persönliche Bestzeiten
- 100 Meter: 10,18 s (−0,7 m/s), 13. Juli 2024 in Burgos
  - 60 Meter (Halle): 6,54 s, 22. Februar 2025 in Madrid
- 110 m Hürden: 13,51 s (+1,2 m/s), 17. Mai 2025 in Long Beach
  - 60 m Hürden (Halle): 7,53 s, 23. Februar 2025 in Madrid